# Filip Almström Tähti
Filip Almström Tähti, född 22 juni 1991, är en svensk fotbollsspelare som spelar för Reymersholms IK.

## Karriär
Almström Tähti började spela fotboll i Älta IF. Därefter gick han till Boo FF och senare Hammarby IF. Almström Tähti spelade nio matcher för Huddinge IF i Division 3 2010. Därefter spelade han 29 matcher för Hammarby TFF i Division 1 under säsongerna 2010 och 2011.
Inför säsongen 2012 återvände Almström Tähti till moderklubben Älta IF. Han spelade 13 matcher för klubben i Division 4. Inför säsongen 2013 gick Almström Tähti till division 2-klubben Huddinge IF. Han spelade 16 matcher för klubben under säsongen då de blev uppflyttade till Division 1. Inför säsongen 2014 blev Almström Tähti utsedd till lagkapten i Huddinge IF. Han spelade 20 matcher och gjorde tre mål i Division 1 Norra 2014.
I december 2014 värvades Almström Tähti av IK Frej, där han skrev på ett tvåårskontrakt. Almström Tähti gjorde sin Superettan-debut den 18 juli 2015 i en 3–0-förlust mot Östersunds FK, där han blev inbytt i den 79:e minuten mot Christophe Lallet. I januari 2017 värvades Almström Tähti av norska tredjeligaklubben Notodden FK. Han var under säsongen med och förde upp klubben i OBOS-ligaen (norska andradivisionen) efter kvalspel.
I november 2017 värvades Almström Tähti av Örgryte IS, där han skrev på ett tvåårskontrakt. Efter säsongen 2019 lämnade Almström Tähti klubben. I december 2019 värvades Almström Tähti av Västerås SK, där han skrev på ett tvåårskontrakt.
I augusti 2021 värvades Almström Tähti av IFK Mariehamn, där han skrev på ett kontrakt över resten av säsongen. I mars 2022 skrev Almström Tähti på för FC Stockholm i Ettan Norra. Inför säsongen 2024 gick han till division 2-klubben Nacka FC. I juli 2024 gick Almström Tähti till division 3-klubben Reymersholms IK.